# AIM-7 Sparrow
AIM-7 Sparrow är en amerikansk jaktrobot med medelräckvidd och en semiaktiv radarmålsökare tillverkad av Raytheon Company. Den har varit västländernas primära jaktrobot för strid utanför synbart område från det sena 1950-talet till 1990-talet.

## Varianter
| före 1963 | efter 1963 |
| --------- | ---------- |
| AAM-N-2   | AIM-7A     |
| AAM-N-3   | AIM-7B     |
| AAM-N-6   | AIM-7C     |
| AAM-N-6a  | AIM-7D     |
| AAM-N-6b  | AIM-7E     |

- AIM-7A började utvecklas 1947 och tog i tjänst 1956 under beteckningen AAM-N-2 Sparrow I. Roboten användes av de hangargartygsbaserade jaktplanen F3H-2M Demon och F7U-3M Cutlass. Roboten hade ingen egen målsökare utan styrdes mot målet med kommandostyrning från de optiska siktet i flygplanet.
- AIM-7B började utvecklas 1950 under beteckningen AAM-N-3 och skulle ha en egen radarmålsökare. Roboten var tänkt som beväpning till US Navys F5D Skylancer och den Kanadensiska CF-105 Arrow men då utvecklingen av båda planen laddes ner så ströks denna varianten.
- AIM-7C började produceras i januari 1958 under beteckningen AAM-N-6 och togs i tjänst i augusti samma år. Detta var den första varianten som hade en semiaktiv radarmålsökare vilket skulle bli standard för de efterföljande varianterna. Cirka 2000 AAM-N-6 tillverkades.[1]
- AIM-7D började produceras 1959 under beteckningen AAM-N-6a och hade en Thiokol MK 6 MOD 3 vätskeraketmotor med lagringsbart bränsle som gav längre räckvidd. Den introducerades tillsammans med F-4C Phantom II. Cirka 7500 AAM-N-6a tillverkades.[1]
- AIM-7E Började produceras 1963 med en fastbränsleraktemotor från Rocketdyne. Cirka 2500 AIM-7E tillverkades.[1] Roboten användes i stor utsträckning under Vietnamkriget, den första nedskjutningen gjordes den 7 juni 1965 då ett antal F-4B Phantom sköt ner två MiG-17.[1] Men i övrigt så var roboten en besvikelse i strid, framför allt då bristande IFF-system krävde visuell identifiering av målet samtidigt som roboten inte var konstruerad för korta avstånd och manövrerade mål, denna kombination ledde till mycket låga träffsannolikheter mindre än 10%.[1]
- AIM-7F började utvecklas 1972 med förbättrad elektronik och kraftigare raketmotor, togs i tjänst 1975.
- AIM-7M togs i tjänst 1982 och hade en monopuls målsökare.
- AIM-7P Började tillverkas 1987 och hade främst förbättrad elektronik.